# Aarne Kinnunen
Aarne Einari Kinnunen, född 4 februari 1930 i Lieksa, död 18 april 2022 i Helsingfors, var en finländsk litteraturvetare och estetiker.
Kinnunen avlade filosofie doktorsexamen 1968. Han blev 1972 professor i estetik vid Helsingfors universitet och arbetade där fram till sin pensionering 1994.
Aarne Kinnunen har skrivit böcker om ämnet dramatik, bland annat Mitä näyttelijä tekee (1984) och Draaman maailma (1985), och om estetik, bland annat Esteettisestä elämyksestä (1969). Han är även känd för sin analytiska forskning om Aleksis Kivi bland annat i arbetena Aleksis Kiven näytelmät (1967), Tuli, aurinko ja seitsemän veljestä (1973) och Seitsemän veljestä ja lukemisen juonet (2002). Bland hans övriga litteraturhistoriska studier märks Syvä nauru (1977, om Paavo Haavikkos dramatik), Haanpään pitkät varjot (1982) och Kaksi metriä syvistä kysymyksistä: Paavo Haavikon proosasta (2009).

### Uppslagsverk
- Kinnunen, Aarne i Uppslagsverket Finland (webbupplaga, 2012). CC-BY-SA 4.0